# Kathedraal Saint-Jean-Baptiste d'Aire

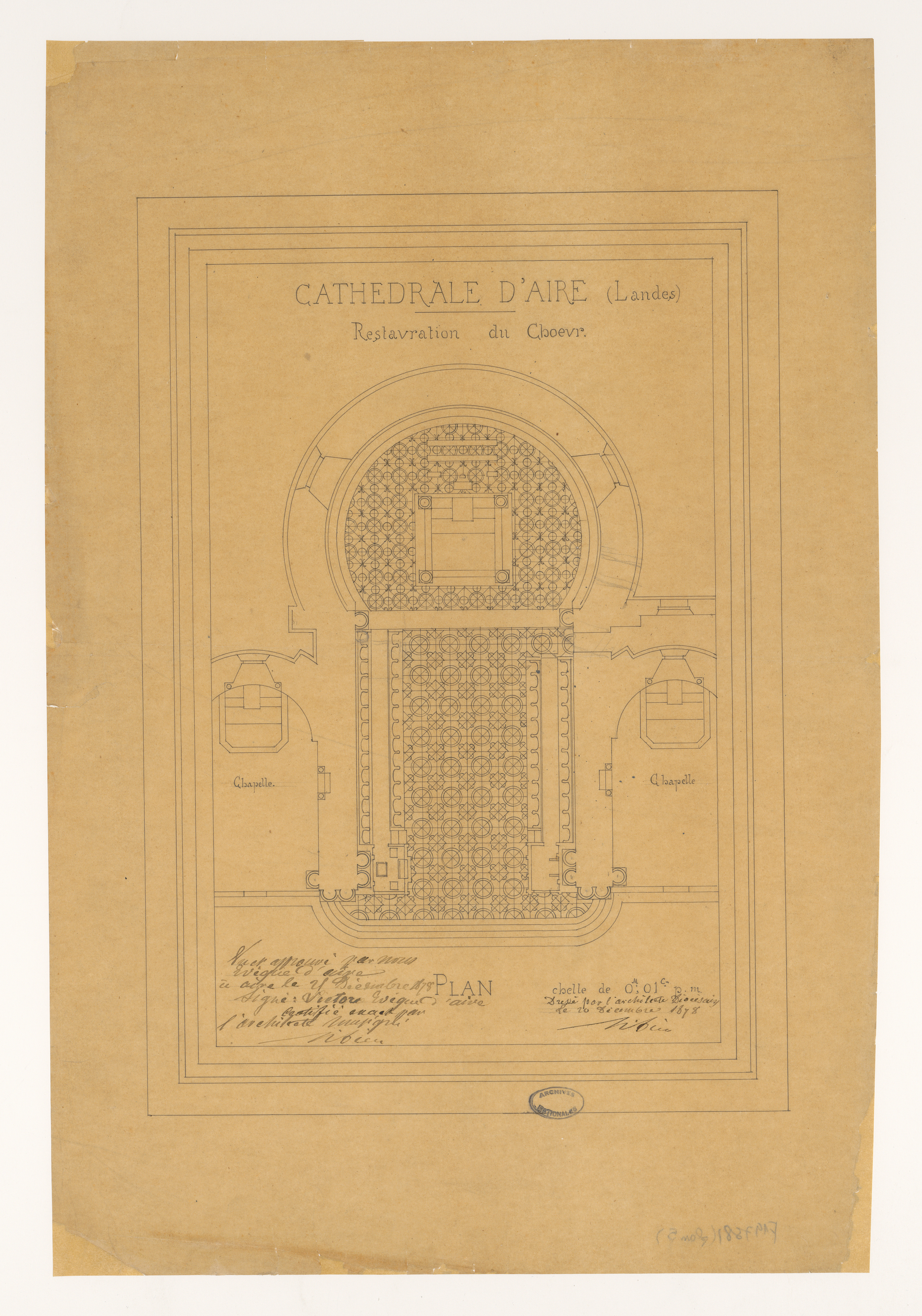
Plattegrond in verband met restauratie, 19e eeuw

De Kathedraal Saint-Jean-Baptiste d'Aire is gelegen in de gemeente Aire-sur-l'Adour, in het Franse departement Landes. De kerk is gebouwd in de 11e en 12e eeuw, en sinds 1906 geclassificeerd als monument historique. De kerk is gewijd aan Johannes de Doper en was de domkerk van het in de 6e eeuw gevestigde bisdom, dat functioneerde tot het jaar 1802. Van 1802 tot 1823 was het bisdom samengevoegd met dat van bisdom Bayonne; daarna vormt het samen met Dax het bisdom Aire en Dax. In 1933 werd de bisschopszetel verlegd naar Dax, waarna de kathedraal van Aire co-kathedraal werd en daarmee de tweede hoofdkerk van het bisdom.

## Architectuur
De in de 11e eeuw gebouwde kerk is tussen de 14e en 17e eeuw regelmatig verbouwd zodat er verschillende bouwstijlen worden aangetroffen. Het grootste deel van de kerk is echter romaans. De forse rotunda van het chevet en drie traveeën zijn nog overgebleven van de 12e eeuw.
Het zware westwerk uit de 13e eeuw, met aan de linkerzijde een toren met leisteen dak, heeft als ingang een portaal met eenvoudige spitse boog. De sacristie is een voormalige kapittelzaal uit de 14e eeuw met vier gotische ribgewelven, rustend op een centrale achthoekige pilaar. In de 17e eeuw werd de sacristie in verbinding gebracht met de kathedraal en in het oosten werd de kapel Sainte-Anne gebouwd. In het westen van de sacristie zijn oude doorgangen naar het kanunnikenklooster.
Het schip heeft een ribgewelf uit de 14e eeuw, en beschikt over enkele glas-in-loodramen. Het koor wordt geflankeerd door vier kapellen, die op het transept uitkomen. Het koor is voorzien van 18e-eeuws houtwerk en drie gebrandschilderde vensters. De marmeren balustrade rond het heiligdom dateert uit 1684. Het hoogaltaar, in veelkleurig marmer, werd rond 1770 gemaakt door de gebroeders Mazzetti. Daarachter, in de apsis die aan het einde van de 18e eeuw werd herbouwd, liggen bisschoppen uit de 15e, 17e en 18e eeuw begraven. De lengte van het gebouw bedraagt 48 meter, de breedte van het middenschip 8 meter en de hoogte tot de gewelven 15 meter.

## Kapellen
In de kerk zijn naast het koor vier kapellen aanwezig.
- In de Kapel van de Heilige Maagd zijn schilderijen te zien uit het leven van Jezus, zoals de vlucht naar Egypte en Jezus in de tempel.
- De Kapel van St. Jozef met het graf van Monseigneur Savy (1839).
- De Kapel van de heilige relieken met een reliek van Sainte Epine, cadeau gedaan door Monseigneur de Quélen in het jaar 1900; verder de tombe van Monseigneur Hiraboure (1859).
- De Kapel van het Heiligste Sacrament met schilderijen die de aartsvaders uit het Oude Testament afbeelden. Voorts een tableau "Jezus in doodsstrijd in de hof", in 1850 door het gouvernement aan de kathedraal geschonken.[1]

## Orgel
Het orgel is gemaakt in de jaren 1757-1759 door de orgelbouwer François Bédos de Celles, of door zijn leerling Labruguière. Het orgel is een afzonderlijk monument historique.

## Pelgrimsroute
De Saint-Jean-Baptiste markeert een etappe van de Via Podiensis, een van de routes van de Jacobsweg naar Santiago de Compostella, vanuit Le Puy-en-Velay via de Puerto de Ibañeta.

## Afbeeldingen

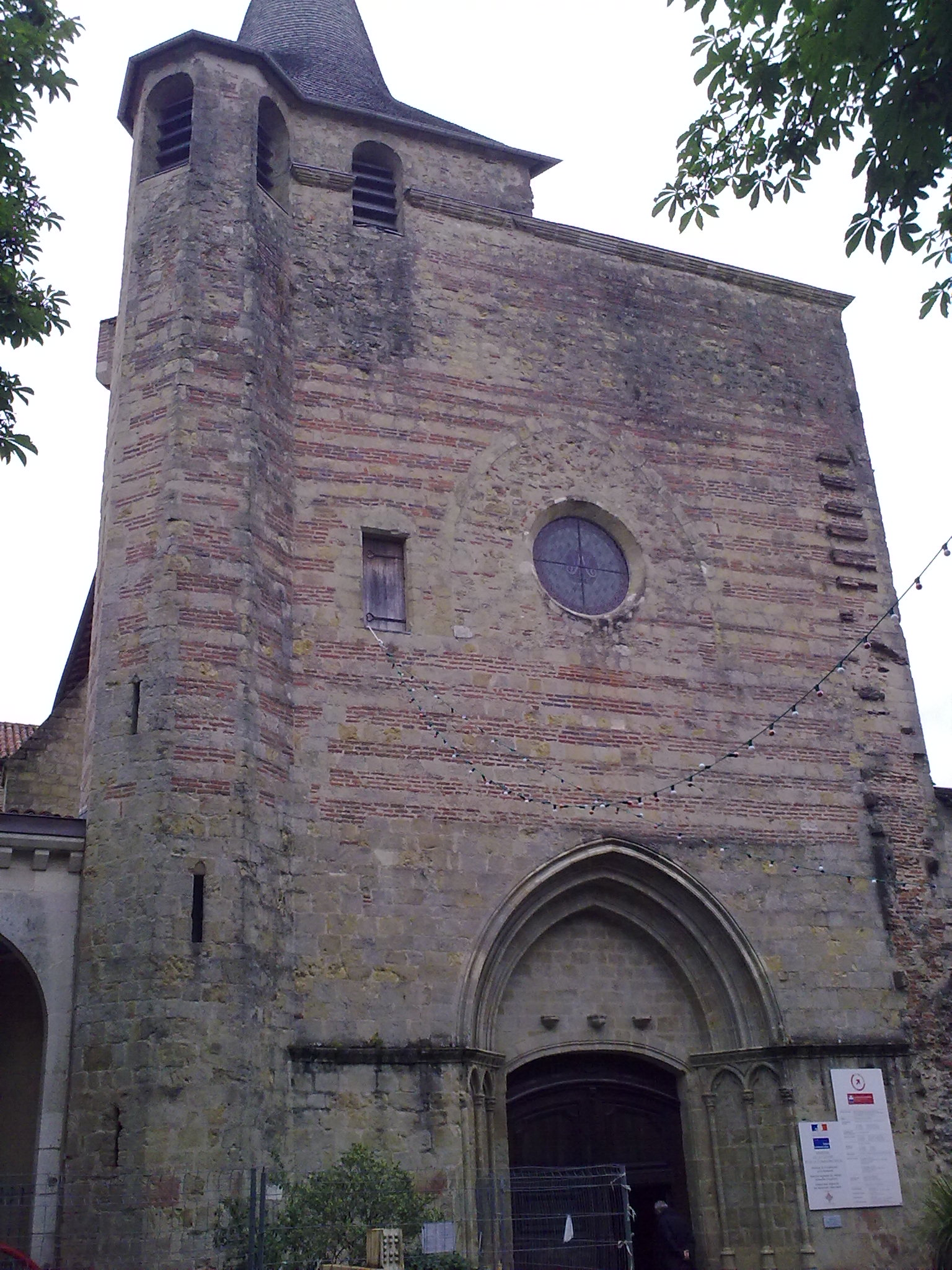
Westgevel
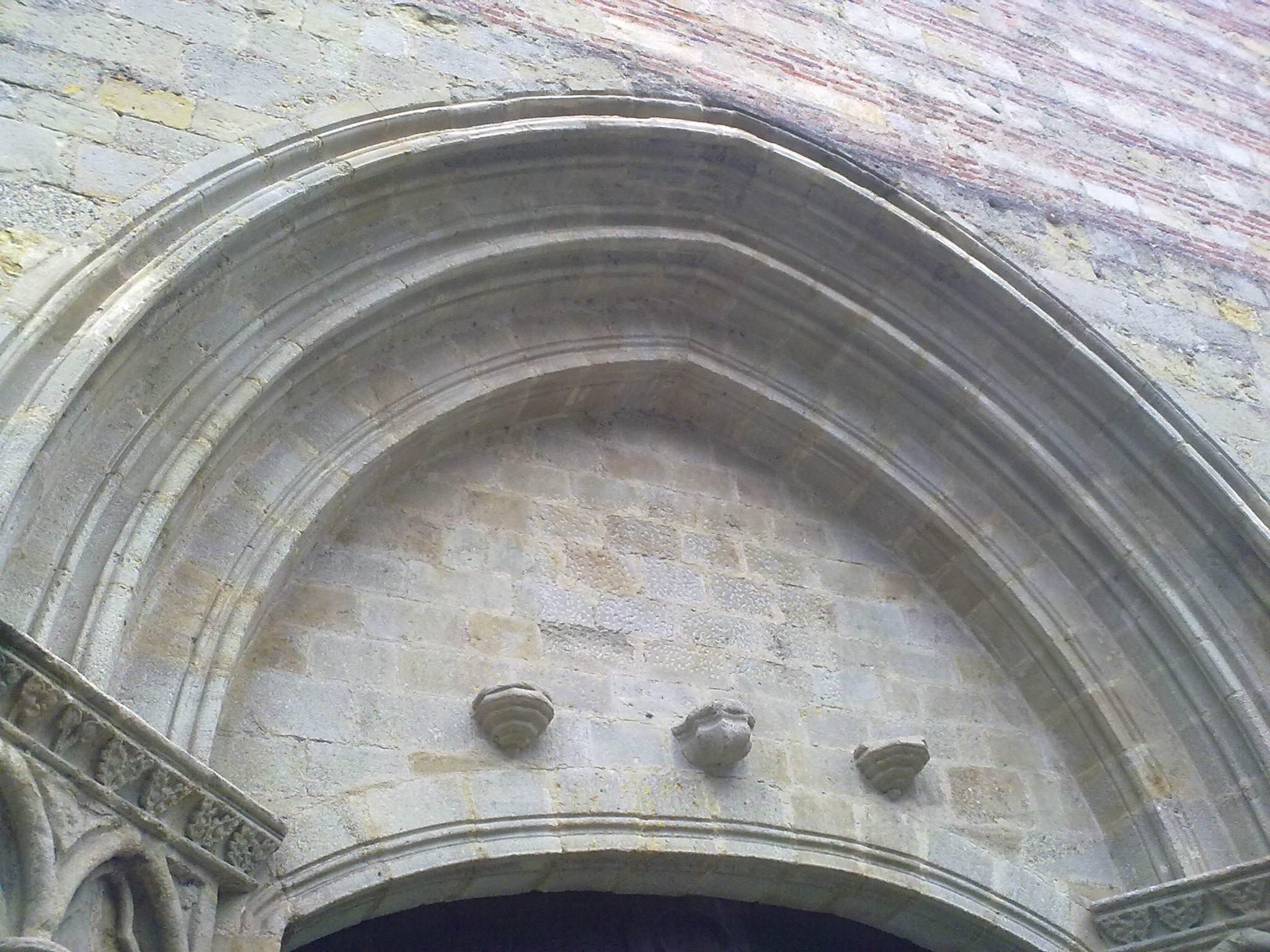
Arcadeboog boven de ingang
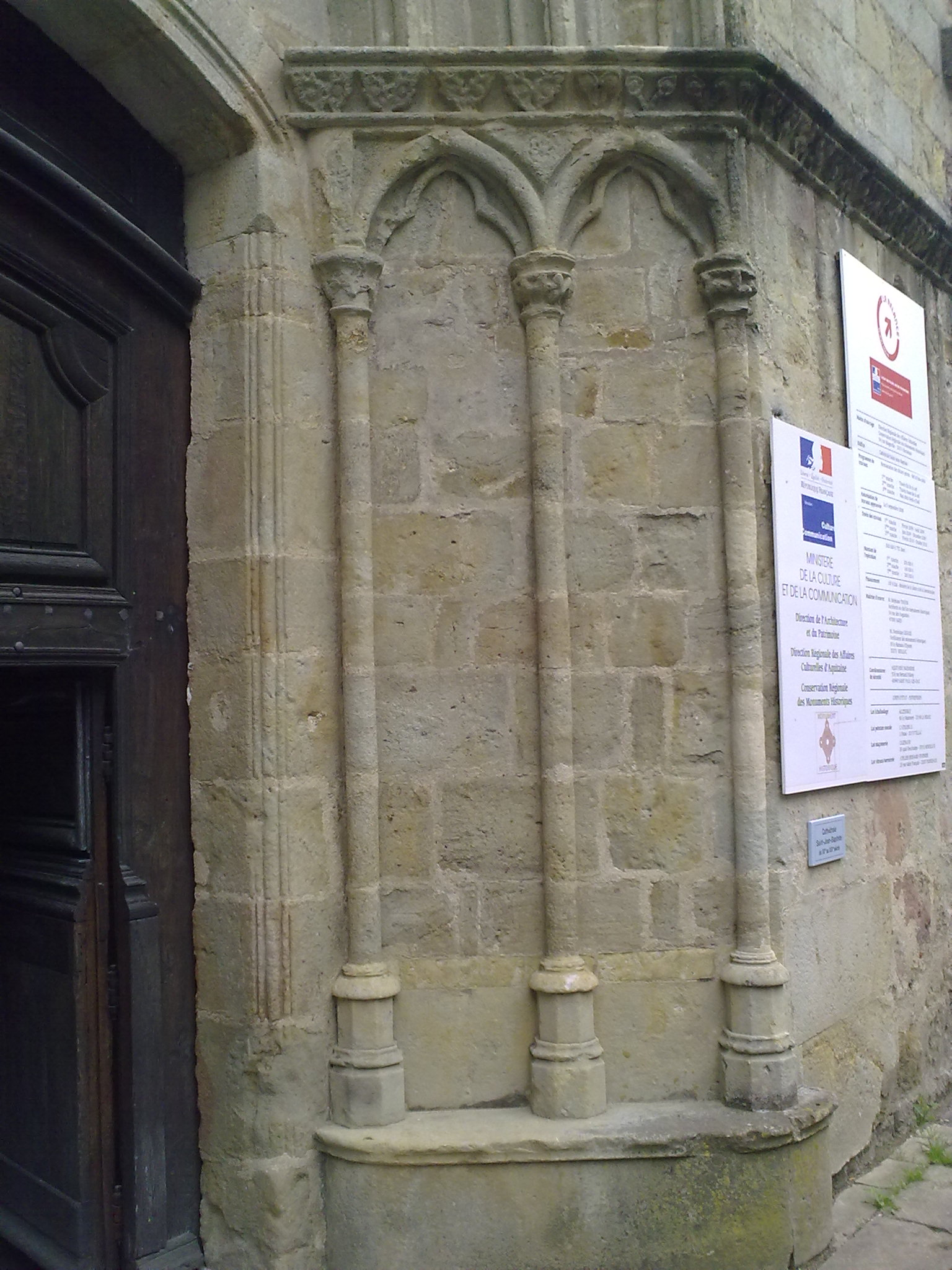
Ingang, detail
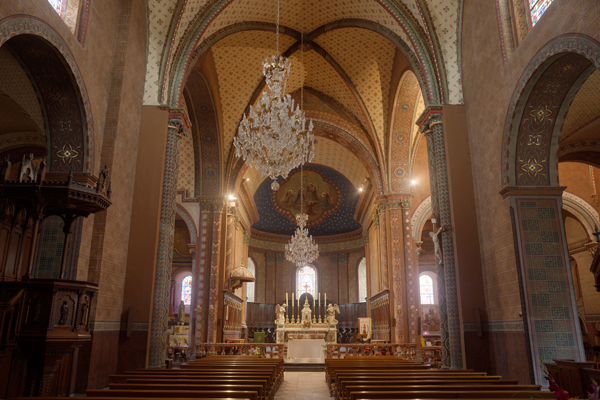
Middenschip, daarachter het koor
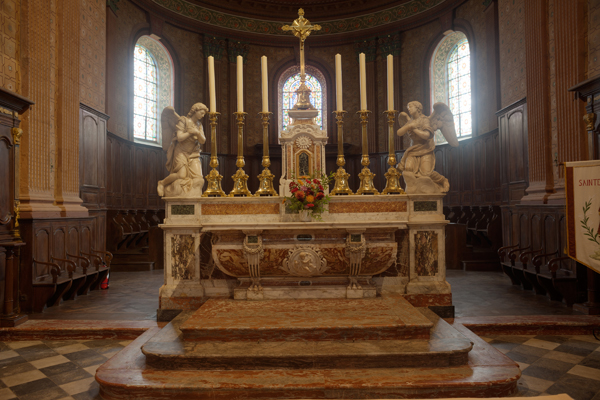
Hoogaltaar en koor
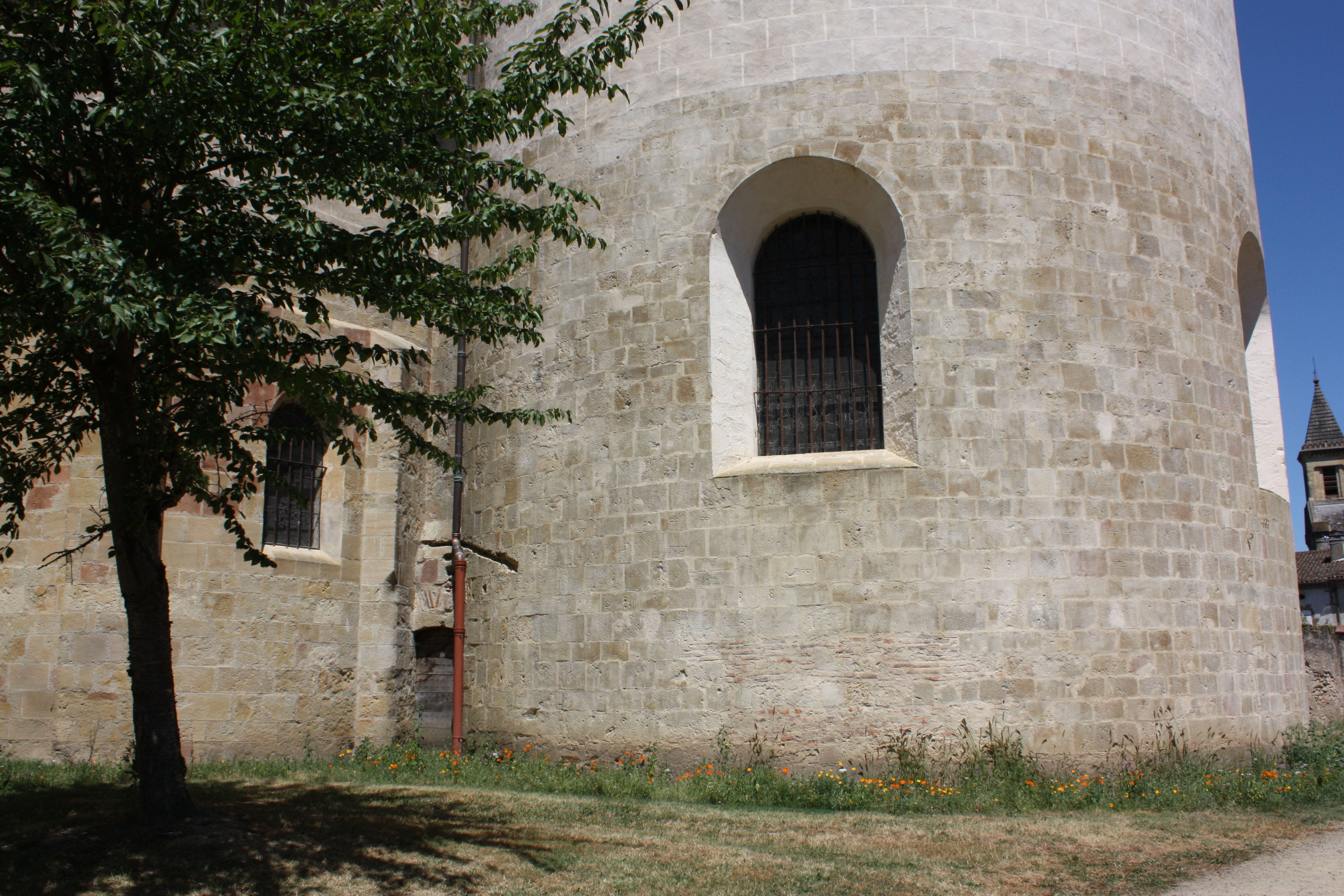
Buitenkant chevet
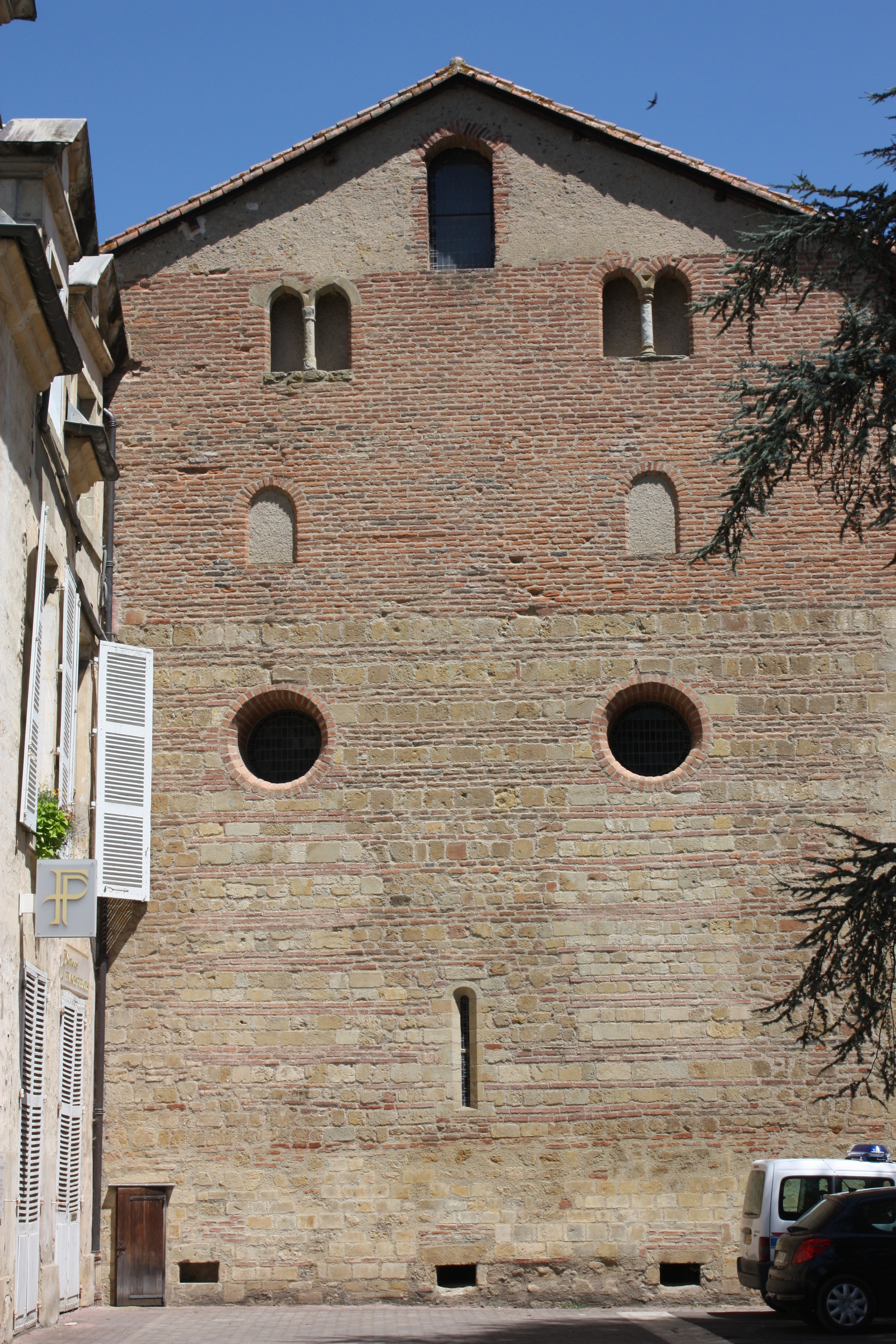
Zuidgevel transept
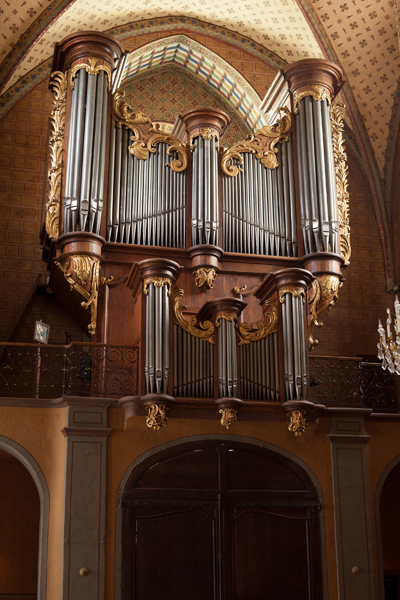
Orgel